# Josep Maria Martorell i Codina
Josep Martorell Codina (Barcelona, 1925 - 28 de novembre de 2017) fou un arquitecte català. Fill del pedagog Artur Martorell i Bisbal i de Marina Codina i Relats, i germà del director de coral, pedagog i catedràtic Oriol Martorell i Codina, de la contralt Montserrat Martorell i Codina, i, de la mestra i directiva del moviment coral català Maria Martorell i Codina.
Va tenir una formació molt influïda per l'ambient familiar i per l'escoltisme impulsat per mossèn Antoni Batlle on posteriorment els anys seixanta i setanta té una destacada actuació com a dirigent a la Delegació Diocesana d'Escoltisme i a Minyons Escoltes i Guies de Catalunya. El març de 1966 va ser present a la Caputxinada, tancada d'estudiants i intel·lectuals al convent dels Caputxins de Sarrià (constitució del Sindicat Democràtic d'Estudiants de la Universitat de Barcelona (SDEUB)).
En el camp professional, l'any 1951 obté el títol d'arquitecte a l'ETSAB i s'associa professionalment amb Oriol Bohigas.
Posteriorment s'incorporaria el també arquitecte David Mackay, creant MBM arquitectes. Va ser un dels fundadors del Grup R. Fins al 1956 ocupa també el càrrec d'adjunt a l'oficina tècnica de la comissió provincial d'urbanisme de Barcelona. El 1963 obté el títol de doctor arquitecte. Entre el 1968 i el 1970 és president delegat de la comissió de cultura del Col·legi Oficial d'Arquitectes de Catalunya.
Va ocupar nombrosos càrrecs i ha estat assessor de múltiples entitats. Com a dissenyador cal destacar el moble bar Tredós (1969), el llum de paret M8M-2 (1966) o el tirador amb identificador (1969), tots ells creats en col·laboració amb Oriol Bohigas i David Mackay. El 1989 se li atorga la medalla del FAD.

Va estar casat amb Roser Solanic i Serra, filla de l'escultor Rafael Solanic.